# Coût par action
Pour les articles homonymes, voir CPA.
Le coût par action (CPA) est une unité qui sert à mesurer le coût d'achat d'un espace publicitaire sur un site internet. C'est un type de campagne à la performance, comme la rémunération au formulaire (coût par lead).
L'action peut être, par exemple, un achat.

## Les modèles publicitaires
Il existe plusieurs modèles publicitaires. Chaque modèle publicitaire fait écho à une étape du cycle de vente [Impression (affichage) > Clic > Lead (inscription) > Achat (action)] :
- Impression : modèle publicitaire au CPM (coût par mille impressions) ;
- Clic : modèle publicitaire au CPC (coût par clic) ;
- Lead : modèle publicitaire au CPL (coût par lead, par exemple, inscription à un site internet ou à une lettre d'information) ;
- Action : modèle publicitaire au CPA (coût par action, par exemple, un achat) ;
- Engagement : modèle publicitaire au CPE (coût par engagement, c'est-à-dire interaction avec l'annonce).